# Xenotranszplantáció
Xenotranszplantáció, sejtek, szövetek, szervek átültetése egy másik faj szervezetébe. A donor bármely olyan élőlény lehet, melynek sejtjei, szövetei, szervei alkalmasak ugyanazt a feladatot ellátni a recipiens szervezetében, melyet a szervdonor szervezetében elláttak. Az első emberi kísérleteket csimpánz és pávián donorokkal végeztek, az 1960-as években inkább kevesebb, mint több sikerrel. Napjaink ez irányú kutatásainak donorja már inkább a sertés.
A xenotranszplantációhoz fűzött nagy remények érthetők, hisz az új szívre, vesére, májra váró emberek pusztán egy töredéke jut hozzá az életmentő szervhez, ám a xenotranszplantáció „kimeríthetetlen” szervforrást biztosíthatna. A fő probléma ugyanaz, mint az emberek közötti transzplantáció esetében, a recipiens immunválasza, a kilökődés. A transzplantált sejtek, szövetek, szervek sejtfelszíni azonosítói (markerek) a recipiens immunrendszere számára ellenséget jelentenek, azonnali támadásba kezdenek. Az egyetlen ismert mód ennek elkerülésére az immunszupresszió volt korábban, ami a recipiens immunrendszerének gyógyszeres elnyomása, ez azonban védtelenné teszi a beteget a környezeti  fertőzésekkel szemben is, és akár egy egyébként jelentéktelen bakteriális fertőzés is komoly támadást jelenthet. A génmódosítás legújabb módszerei ma már „elfogadhatóvá” teszik a donor szerveit (legtöbbször sertését), így az emberbe való beültetés után a kilökődés elkerülhető. Ez az új módszer a 2000-es évek elejétől van jelen xenotranszplantációs kutatásokban, és 2021 őszén megtörtént az első sikeres, kísérleti sertésvese-átültetés, majd 2024 tavaszán a második átültetés is.
Sertésszívet először 2022 januárjában ültettek át sikeresen egy kómában lévő, majd 2023 szeptemberében egy „aktív” páciensen.
A xenotranszplantáció sok visszássága közül az egyik legjelentősebb – az etikai problémákon túl – a donorszerv potenciális fertőzőképessége. A donorsertéseket nemzedékeken keresztül teljesen steril körülmények között kell tartani, az anyaállatból császármetszéssel távolítják el kicsinyeit, majd a megfelelő életkor eléréséig a legszigorúbb higiéniai előírások szerint kell élniük, a külvilágtól teljesen elzárva, egy e célra kialakított laboratóriumban.
A tudomány jelen állása szerint, veszélyei miatt egyelőre csak kísérleti eljárásként alkalmazzák, bár ezeket a 2020-as évek elejére jelentősen sikerült csökkenteni a CRISPR/Cas9 génszerkesztési technológiát felhasználva, így belátható időn belül elterjedhet  a gyakorlatban is.